# Coroisânmărtin
Coroisânmărtin (Kóródszentmárton en hongrois, Martinsdorf en allemand) est une commune roumaine du județ de Mureș, dans la région historique de Transylvanie et dans la région de développement du Centre.

## Géographie
La commune de Coroisâmărtin est située dans le sud du județ, dans la vallée de la Târnava Mică, sur le Plateau de Târnava (Podișul Târnavelor), à 24 km au sud de Târgu Mureș, le chef-lieu du județ et à 32 km à l'est de Târnăveni.
La municipalité est composée des quatre villages suivants (population en 2002) :
- Coroi (143) ;
- Coroisâmărtin (395), siège de la municipalité ;
- Odrihei (480) ;
- Șoimuș (469).

## Histoire
La première mention écrite du village date de 1324, sous le nom latin de Sanctus Martinus.
La commune de Coroisâmărtin a appartenu au royaume de Hongrie, puis à l'empire d'Autriche et à l'Empire austro-hongrois.
En 1876, lors de la réorganisation administrative de la Transylvanie, elle a été rattachée au comitat de Kis-Küküllő dont le chef-lieu était la ville de Târnăveni.
La commune de Coroisânmărtin a rejoint la Roumanie en 1920, au traité de Trianon, lors de la désagrégation de l'Autriche-Hongrie. Elle a été de nouveau occupée par la Hongrie de 1940 à 1944, période durant laquelle sa communauté juive fut exterminée par les nazis. Elle est redevenue roumaine en 1945.

## Politique
Le conseil municipal de Coroisânmărtin compte 9 sièges de conseillers municipaux. À l'issue des élections municipales de juin 2008, Dumitru Aldea a été élu maire de la commune.
| Parti                                      | Nombre de conseillers |
| ------------------------------------------ | --------------------- |
| Parti social-démocrate (PSD)               | 4                     |
| Parti démocrate-libéral (PD-L)             | 3                     |
| Union démocrate magyare de Roumanie (UDMR) | 1                     |
| Parti de la Grande Roumanie (PRM)          | 1                     |

## Religions
En 2002, la composition religieuse de la commune était la suivante :
- Chrétiens orthodoxes, 68,25 % ;
- Réformés, 20,51 % ;
- Pentecôtistes, 3,56 % ;
- Unitariens, 2,35 % ;
- Catholiques romains, 1,74 % ;
- Catholiques grecs, 1,47 %.

## Démographie
En 1910, la commune comptait 1 692 Roumains (66,90 %) et 673 Hongrois (26,61 %).
En 1930, on recensait 1 698 Roumains (67,76 %), 641 Hongrois (25,58 %), 44 Juifs (1,76 %) et 113 Tsiganes (4,51 %).
En 2002, 900 Roumains (60,52 %) côtoient 330 Hongrois (22,19 %) et 256 Tsiganes (17,21 %). On comptait à cette date 586 ménages et 556 logements.
| 1850  | 1880  | 1900  | 1910  | 1930  | 1956  | 1977  | 1992  | 2002  |
| ----- | ----- | ----- | ----- | ----- | ----- | ----- | ----- | ----- |
| 2 153 | 2 060 | 2 475 | 2 529 | 2 506 | 2 428 | 2 148 | 1 617 | 1 487 |

| 2007  | - | - | - | - | - | - | - | - |
| ----- | - | - | - | - | - | - | - | - |
| 1 484 | - | - | - | - | - | - | - | - |

## Économie
L'économie de la commune repose sur l'agriculture et l'élevage (porcins surtout). Du gaz naturel est extrait sur le territoire communal.

## Communications

### Routes
La commune se trouve sur la route régionale reliant Târnăveni avec la route nationale DN13.

### Voies ferrées
Coroisânmărtin est traversée par la voie ferrée Blaj-Praid qui dessert Târnăveni et Sovata.

## Lieux et monuments
- Coroisânmărtin, église de 1832.